# Dekanat Kamienna Góra Zachód
Dekanat Kamienna Góra – Zachód – jeden z 28 dekanatów w rzymskokatolickiej diecezji legnickiej.
Po soborze watykańskim II dostrzeżono, że jednym z czynników wspomagających nowoczesną ewangelizację jest odpowiedni podział administracyjny terytorium Kościoła. Przed 1988 r. dekanat Kamienna Góra liczył 50 tys. wiernych. Liczba tylu katolików w dekanacie przemawiała za podziałem terytorium. Dekretem z dnia 3 czerwca 1988 r. arcybiskup metropolita wrocławski powołał do istnienia dwa dekanaty kamiennogórskie. Hierarcha motywował decyzję potrzebami duszpastersko-administracyjnymi Kościoła. Dekret wszedł w życie 15 czerwca 1988 r. Nowe dekanaty mieszczą się w kotlinie kamiennogórskiej i nieco wkraczają na ziemię wałbrzyską. Wyjątek stanowi Kochanów należący do dekanatu Głuszyca, powołanego 7 grudnia 1988 r.

## Parafie
W skład dekanatu wchodzi 7 parafii:
- Parafia Świętej Rodziny – Chełmsko Śląskie
- Parafia Matki Bożej Różańcowej – Kamienna Góra
- Parafia Najświętszego Serca Pana Jezusa – Kamienna Góra
- Parafia św. Bartłomieja Apostoła – Leszczyniec
- Parafia Wniebowzięcia Najświętszej Maryi Panny – Lubawka
- Parafia Wszystkich Świętych – Miszkowice
- Parafia Wniebowzięcia Najświętszej Maryi Panny – Pisarzowice